# Bitwa pod Abrittus
Bitwa pod Abrittus – starcie zbrojne, które miało miejsce w roku 251 w trakcie walk Rzymian z Gotami. 
Bitwa (zwana też bitwą pod Forum Terebronii) rozegrała się w pobliżu dzisiejszego miasta Razgrad w Bułgarii. Legiony rzymskie dowodzone przez cesarza Decjusza zostały rozbite przez armię Gotów pod wodzą króla Kniwy. Śmierć poniósł cesarz Decjusz oraz jego syn Herenniusz Decjusz. Decjusz był pierwszym rzymskim cesarzem, który poniósł śmierć w walkach z barbarzyńcami. 
W latach 250–251 Goci przekraczali kilkakrotnie Dunaj, dokonując rabunkowych napadów na ziemie Mezji i Dacji. Chcąc ukarać króla Knivę za napady, cesarz Decjusz i jego syn Herenniusz wybrali się przeciwko Gotom na czele 20 000 armii rzymskiej. Rzymianom udało się zaskoczyć Gotów, którzy oblegali akurat miasto Nikopolis ad Istrum. Zaskoczeni Goci zwrócili się wówczas w kierunku gór Bałkańskich, po których przekroczeniu zaatakowali miasto Filipopolis (Płowdiw). Decjusz podjął pościg, jednak ciężka porażka poniesiona w bitwie pod Boreą uniemożliwiła mu dalszy marsz. W ten sposób osamotnione Filipopolis wpadło w ręce Gotów, którzy rozprawili się bardzo okrutnie z jego mieszkańcami. 
Oblężenie Filipopolis mocno wyczerpało jednak siły Gotów, którzy zaproponowali zwrot łupów i jeńców pod warunkiem swobodnego odejścia. Decjusz miał jednak swoje plany i zamierzał powstrzymać odwrót przeciwnika siłą. W trakcie odwrotu Goci napotkali Rzymian w okolicy Abrittus. Kniva dysponujący przewagą liczebną podzielił swoje siły na mniejsze i bardziej ruchliwe oddziały, po czym starał się wciągnąć Rzymian na tereny bagienne. Goci ustawieni byli w trzech liniach, ostatnia miała za zadanie otoczyć wojska Decjusza na bagnach. Rzymianie przypuścili atak od frontu. Udało im się przełamać dwie linie Gotów, stracili jednak w ataku Herenniusza Decjusza, syna cesarza, który trafiony został strzałą. Po wciągnięciu Rzymian na bagna, Goci otoczyli przeciwnika i całkowicie go rozbili. Cesarz Decjusz zginął z prawie całą armią. Szacowane na niecałe tysiąc ludzi niedobitki wycofały się dzięki pomocy Treboniusza Gallusa, którego natychmiast obwołano nowym władcą. Treboniusz przyjął warunki Gotów, którym pozwolił na wycofanie się wraz z całym łupem. Dodatkowo zobowiązał się do zapłaty rocznego trybutu w zamian za respektowanie przez Gotów granicy rzymskiej na Dunaju.